# 男爵校長High!
『男爵校長High!』（だんしゃくこうちょう はい）は、著者ÖYSTER（おいすたー）による日本の漫画作品。当初『男爵校長』（だんしゃくこうちょう）として双葉社発行の月刊4コマ漫画雑誌「もえよん」→「まんがタウンオリジナル」→「コミックハイ!」と掲載誌を変えつつ連載を続け、2007年4月号より『男爵校長DS』と改題の上、2009年5月号まで連載された後、再び『男爵校長High!』と改題されて同年7月号より2011年9月号まで連載された4コマギャグ漫画である。

## 概要・特徴
「もえよん」創刊から『男爵校長』のタイトルで連載を開始、独特のテンポ良くメリハリの利いた笑いによって一躍人気を博し、「ぽてまよ」などと共に同誌を支え続けた漫画の1つである。
連載を始めた「もえよん」が2005年7月9日発売の8月号をもって休刊、同社の別雑誌「まんがタウンオリジナル」に連載の場を移したが、同誌も2006年7月20日発売の9月号を以って休刊、さらに同社のまた別の雑誌「コミックハイ!」9月号（2006年8月22日発売）にて連載を続けると掲載誌が2度変わっている。その後2007年3月号（2007年2月22日発売）に「最終回」を宣言したが、翌2007年4月号（2007年3月22日発売）から『男爵校長DS』とタイトルを変え再開。掲載ページ数は「まんがタウンオリジナル」時のみ4ページ、他では8ページ。また、「もえよん」掲載時の最終話のみ、理由は定かでないものの単行本未収録である。この作品のタイトルには当初から「BARON VON HEADMASTER」と付記されていたが、『‐DS』とタイトル変更に伴い「アリカと月面紳士」の一文が追記された。「もえよん」掲載時は話数の表記をせず、サブタイトルのみを付記していた。「まんがタウンオリジナル」以降「x時限目」の形で話数が表記される様になり、「コミックハイ!」移籍に際してもその累計話数を引き継ぎ“新連載”にも拘らず「13時限目」からの掲載となった。ただし「最終回」（18時限目に当たり、「もえよん」からの通算では第31話）を以って区切りをつけ、『‐DS』と改題したのを契機に再び「1時限目」からとなった。こうした事情により本作の話数表記はいささか紛らわしいが、本項では便宜上、もえよん掲載時は話数表記のみとし、移籍後の話題については話数表記に掲載時の掲載誌名を付記することとした。
他のギャグ漫画に多く見られる、漫才で言う「ボケ」「ツッコミ」の役割がキャラクター間において明確に決められておらず、性格的には常識人的である小夜子が的外れな言動をすることもあるし、いわゆる「不思議ちゃん」キャラに当たるドナが間違いを的確に指摘したりもする。アリカたちの通う「三界高校」は東京都近郊（都内では無いらしい）にある高校で、男子部・女子部・そして謎の研究部門であるDS部という3つに分かれているが、物語はとりわけ女子部の2年B組を主な舞台として展開する。またタイトルにも拘らず、物語の中心となるのは校長では無くアリカをはじめとする5人の女子高生である。なおDS部については「もえよん」掲載時より「謎の部」として存在だけは紹介されており、改名した『‐DS』においては、長らく触れられなかったこのDS部をも舞台として展開する。
2005年9月12日に単行本第1巻が、『ぽてまよ』と共に双葉社アクションコミックス「もえよんシリーズ」第1弾として発売、2008年8月12日には改題された「-DS」としての単行本第1巻が発売された。

## あらすじ
いつも元気な女子高生・アリカと、彼女の友達でいつも振り回される女子高生・小夜子、2人が通う三界（みさかい）高校は、生徒も先生もちょっと変。
あるとき、登校中に現れたサルによって小夜子が鞄を持ち去られてしまう。そこへ登場した校長先生がサルを捕まえようとするが失敗、鞄は戻ってきたもののサルの捕獲に失敗した校長は、全校集会の場で「校長」を辞め、カツラをかぶってあらたに「男爵校長」となることを宣言した。
この物語は、アリカたち2年B組の少女たちと男爵校長ら教師陣、そしてその他大勢によって巻き起こされる爆笑4コマ漫画である。

## 登場人物
男爵校長（だんしゃくこうちょう）
アリカ達が通う三界高校の校長先生。頭頂部が綺麗に禿げ上がった白髪と四角眼鏡に白い髭の老人。第1話で「猿を取り逃がした責任を取る」名目で「校長」を辞め、中世貴族風の頭の両脇をロールに巻いたカツラをかぶって「男爵校長」となることを宣言した。生徒が何かトラブルに見舞われたり何らかの機会を捉えては、素早く様々な扮装で登場する。なお、『‐DS』となった折に学園全体の衣替えを行い、自身もまた「ニュー男爵校長」としてそれまでのダブルの黒スーツ姿から、ダブルの白スーツにマントを羽織った姿となり、カツラも中央にゼンマイ状の毛が立っているものになった。
芽野 明璃花（めの ありか）
通称アリカ。いつも元気な女子高生。この物語の主人公的な位置づけのキャラクター。緑色の髪をポニーテールにしている。いつも何かと理由をつけては学校をサボったり、買い食いをしたりと素行はよろしくないが、父娘家庭で家事をこなすためか、料理が上手い。突拍子も無い行動を取る反面、不測の事態に弱く、また恋愛などに関しては、少し鈍感な部分がある。友人に比べて胸のサイズがどの程度か気にしたり、露出度の高い服装などに対して、恥ずかしがる様な一面もある。一方、イライラさせることを言う相手を、靴で叩くこともある。木登りや校舎屋上、さらに屋上給水塔の上など高いところが好き。感受性が強く、見知らぬ老人（実は弦音の祖父）に「誰も信用できない」と言われた際には、未来への不安から泣き出してしまった。「コミックハイ!」2007年3月号（『男爵校長』としての最終話）にて、名前の漢字表記が判明した。驚いたりふとした拍子に「おおう」と言う癖がある。『‐DS』においては月彦に毎日面会に行き、「DS部」の謎に迫るべく彼に質問をぶつけている。
2月27日生まれのAB型で、身長156cm。父と2人暮らししている。他の人物に対しての呼び方（二人称）は、基本的に「（名前）さん」（小夜子さん、など）。
樋口 小夜子（ひぐち さよこ）
状況に流され易い女子高生。黒髪を2本の三つ編みにしている。基本的には真面目なのだが、近所に住む親友・アリカに付き合う形で学校を遅刻したり買い食いしたりしてしまう。なんとなく状況に振り回されるだけでなく、たとえ不利益なことであっても周りに合わせていないと不安になる。意外にも不測の事態が起きても、比較的冷静に対処出来るタイプである。読書が趣味で文筆家を目指しており、夢見がちな面があるものの、「将来の夢」などを軽々に語ることや、心霊や宇宙人的な力などあらゆる努力を否定してしまう理不尽な存在を嫌っており、そうしたものを目にすると誰もが怯むほどに激怒する。
10月14日生まれのA型で、身長151cm。家は丼麺類食堂で、母・祖母と3人暮らしである。二人称はアリカに対しては名を呼び捨て、他の人物には「（姓）さん」（入江さん、など）。
入江 ドナ（いりえ -）
ちょっと読めない女子高生。セミロングの金髪に青い眼を持つ。他の人物が何かしているとちょっかいを出さずにはいられない性格で、考え方がちょっとズレている。家が小夜子の近所らしく、時折アリカと小夜子と3人で登校する。ラジオで兄のアシスタントをするときをはじめ、様々な着ぐるみなどを着用する。
12月27日生まれのO型で、身長144cm。両親と兄が居る。他の人物に対してはそれぞれ「アリカ」「小夜子さん」「お弦（こと）さん」「咲森さん」と呼びかける。
ゾンビ★マン
ドナの兄で、DJ。いつもゾンビ顔のマスクを着用している。「よみがえった感」を大切にし、「人間みんなゾンビ」が考え方。ドナをアシスタントに「みんなゾンビ」というラジオ番組を放送している。食事の際にはマスクの口元だけをたくし上げるが、その姿を見られるのを嫌う。アリカには、「臨死体験マン」と言われた。

菜ヶ原 弦音（ながはら ことね）
集中力の女子高生。長い黒髪に白い鉢巻を締め、白衣(びゃくえ)に黒袴姿（いわゆる弓道着）で過ごすことが多い。釣り目。寡黙な弓道部員で集中力がとても強く、一度集中するとちょっとやそっとでは他のことに気がつかない。話し方も古風でしきたりや作法を重んじるが、いわゆる大和撫子キャラではなく、アリカの買い食いに積極的に付き合うなど柔軟な一面も持っている。一時期男子部の生徒に恋をしていたが、相手に同性愛の気があり、失恋。相撲観戦が趣味でなかなか詳しく、中でも乙荒州関の大ファン。「コミックハイ!」移籍最初のエピソードで名に「つるね」とルビが振られているが、単行本1巻描き下ろしでは「『弦』と書いて『コト』と読む」とあり、「ことね」が正しい。『‐DS』1時限目では彼女もデザインが変更された三界高校制服を着ていたが、2時限目では元の弓道着姿に戻っている。ただし、弓道着自体は以前と変化無いものの、ハイネックのインナーが襟元から覗いている。
9月20日生まれのO型で、身長162cm。両親と祖父母、兄が居る。二人称は小蘭に対してのみ「お前」、他の人物は姓を呼び捨て。
菜ヶ原 卜伝（ながはら ぼくでん）
「コミックハイ!」移籍後最初のエピソードから登場した、弦音の祖父。小柄で、頭巾を被った老人。武道の達人で弦音の尊敬する祖父だが、可愛い孫が男性に混ざって武道の練習をすることを嫌い、彼女に武道の指導をしたことは無かった。弦音に時折不意を打つことを許しているが、彼女にさえなかなか一本を譲らない実力者。その一方スケベな性格で、弦音の不意をついて尻を撫でるなどし、「修行が足りない」と指摘する。ニンテンドーDSの様なゲーム機で遊ぶ姿も描かれている。
乙荒州（おとこうしゅう）
相撲好きの弦音が、とりわけ大ファンになっている力士。実は三界高校OBで、同高を訪れた彼に面会した弦音は、取り乱し普段と打って変わった浮かれぶりを見せていた。モデルは登場当時話題の多かった大関琴欧洲。

咲森 小蘭（さきもり こらん）
ミリタリーな転校生。赤いショートカットの髪で、転校前に居た東京の高校の制服を着ている。祖父・公爵の指示で三界高校校長に「痛い痛い!」と言わせ切なくさせるためにやって来たが、小夜子の説得と男爵校長の度量によってかその目的を放棄、現在はアリカらと親交を深めている。いつも洋の東西問わず多岐に渡る実機を元にしたオモチャの機関銃や手榴弾を身に着けている。何故か弦音に対してライバル意識を持っている。困った時など、何かにつけてよく泣く。以前の学校では友人が居なかったらしい。『‐DS』では三界高校制服デザインが変更になったにも関わらず彼女の制服は以前のままなので変更されていないが、身に着けている装備品が細かく異なっている。
6月1日生まれのA型で、身長158cm。両親と祖父母、妹が二人居る。二人称はアリカ・弦音に対してのみ「あなた」、他は「（姓）さん」。
設定ではほとんど差の無い他の4人より胸が大きく、劇中でも「三界高校の制服は胸がきつくてサイズが合わず、前の学校の制服を着ている」と語っている。
公爵（こうしゃく）
小蘭の祖父。禿げ上がった頭に貴族風のカツラを被り、丸眼鏡でチョビ髭の老人。「ぞなモシ」が口癖。男爵を名乗った校長に対し「爵位を名乗るのは自分ひとりで充分」だとして孫娘を刺客として送り込んだ。一時的に家を追い出されていたが小蘭が間に入ることにより帰宅、後に自ら三界高校に乗り込み、男爵校長を陥れて一時的に校長を名乗る。マチルドのスカートの中に隠れることがある。
マチルド
公爵に付き従う新人メイド。腰まである長い金髪を束ねた姿で、性格はごく普通の人。
月彦（つきひこ）
頭部が意匠化された物ではなく実物的な月そっくりでタキシード姿の紳士。“返事をする月”と名乗る、第三校舎の研究部「DS部」の研究者。『男爵校長』最終話にて初登場、アリカとは初対面のはずなのに彼女の正確な名前を知っているなど謎の多い人物で、『男爵校長』最終話では不思議な方法でアリカと小夜子とブッピンを宇宙に連れて行こうとした。『‐DS』ではいつも第三校舎（DS部）裏の橋のそばに居て、一日に一つだけ、アリカらの質問に対して「ハイ」「イイエ」で答え、時に謎めいた発言をする。研究者なのにDS部には出入り禁止になっているらしい。

青井先生・赤井先生（あおいせんせい・あかいせんせい）
アリカ達が通う三界高校の教師。アカの他人なのに、双子のようにそっくりである。それぞれ名前に対応した色の背広を着ている。校長が早がわりする際、必ず二人揃って「○○（必ず疑問系の言葉入る）!?男爵校長が」「○○校長に早がわり!!」などと叫ぶ。
青井先生は現代国語担当で、アリカ達2年B組の担任。絵が上手く、生徒達との付き合いも良い。また、甘いものが苦手。愛する妻が居る。話すとき、語尾に時折「〜（だ）ぞう」と言う癖がある。生徒に対しても、またはスーパーの店員などに対しても正当な主張が出来ない気弱な一面がある。
赤井先生は独身で登校チェックなどを担当、密かにマチルドに片想いしている。青井先生に比べ、単独での登場はほとんど見られない。
青井先生と赤井先生は姿こそそっくりながら意見などはしばしば違えることがあり、たまに二人でモメている。
宇宙商人ブッピン（うちゅうしょうにん -）
自称“異星人”の物品売り。飾り付きの紅白帽に巨大なアゴ、ステテコに腹巻きといった姿。三界高校校門前で露店を開いたり、自動販売機のフリをして怪しげなモノを売っており、その価格は大抵「千円」。様々な研究をしたり何故か山の中に居たりすることがあるものの商売は芳しくない模様で、行き倒れていたところをアリカたちに救われたこともある。なお、『男爵校長』最終回で一度閉店したものの、『男爵校長DS』第一話にて新装開店した。驚いた際などに言う「ブッピーン!」が口癖。
同作者の「光の大社員」第3巻に掲載してある「まるっきりかりあげクン」に登場し、初対面のかりあげクンからケツ顎に名刺を挟まれている。
サル
三界高校に居るニホンザル。第1話で小夜子の鞄をひったくり、それを捕えそこなったことが校長が「男爵校長」を名乗るキッカケとなった。1匹ではなく、後に野球の練習をしていたり、物凄い数でブッピンから品物を奪っている。
もりやま
アリカらが登下校時によく寄る店。老人が営んでいる。駄菓子・駄玩具の店で、夏場にはカキ氷を出す。もんじゃ焼きもあるらしい。

## 書誌情報

### 掲載誌
- もえよん　2004年8月号〜2005年8月号（休刊により連載終了）
- まんがタウンオリジナル　2005年10月号〜2006年9月号（休刊により連載終了）
- コミックハイ!　2005年5月号（復刊第1号）にゲスト寄稿、後に2006年9月号〜2009年5月号

### 単行本
双葉社より「アクションコミックス」として刊行されている。裏表紙におまけの4コマ漫画はカバーを外すと黎明期の漫画もしくは新聞漫画を思わせる単純な構図・配置のキャラクターによる全く同じ内容の4コマが描かれている。
- 『男爵校長』
  1. 第1巻（2005年9月12日発売 10月12日初版発行）…「もえよん」掲載時作品及び「コミックハイ!」ゲスト掲載時の作品に加え、描きおろしを収録。ISBN 4-575-93968-4
  2. 第2巻（2007年5月12日発売 6月12日第一刷発行）…「まんがタウンオリジナル」及び「コミックハイ!」掲載時の作品に加え、著者が「オンラインゲーム すごい攻略やってます。」にて発表したファミコン関連4コマを収録。なお、『男爵校長』としては本巻にて完結。ISBN 978-4-575-94090-9
- 『男爵校長DS』
  1. 第1巻（2008年8月12日発売 9月12日第一刷発行） ISBN 978-4-575-94185-2
  2. 第2巻（2009年8月12日発売、第一刷発行）　 ISBN 978-4-575-94239-2
- 『男爵校長High!』
  1. 第1巻（2010年10月12日発売、第一刷発行）　 ISBN 978-4-575-94297-2
  2. 第2巻（2011年12月12日発売、第一刷発行）　 ISBN 978-4-575-94340-5

## 関連作品
『男爵船長』
著者OYSTERが知人・あかつきごもくの同人誌にかつて寄稿していた4コマ漫画。
5人の女生徒にあたるキャラクターは居ないが、校長とよく似た風貌の船長、青井先生・赤井先生によく似た二人の船員、「男爵船長が○○船長に早がわり」など、「『男爵校長』のルーツ」と呼べる作品。だが、事故により数点を残して原稿が消失してしまったらしい。
『男爵校長』単行本第1巻巻末に5本収録。